# Nova Friburgo

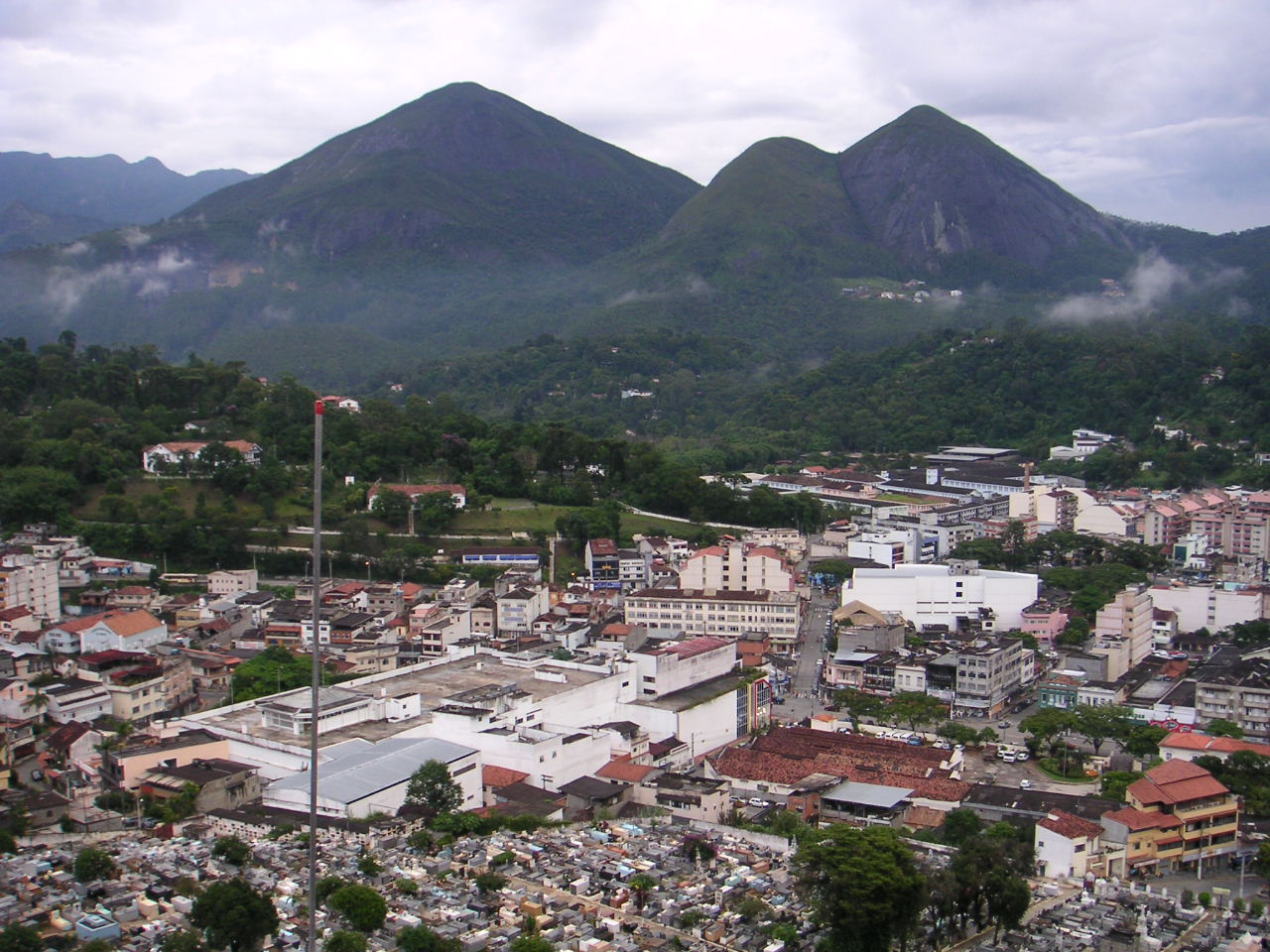
La ciutat de Nova Friburgo

Nova Friburgo és una ciutat brasilera de l'estat de Rio de Janeiro. Es troba en la muntanyosa regió nord de l'estat, a una distància de 136 km de la seva capital Rio de Janeiro. La ciutat està a 846 m sobre el nivell del mar i comprèn una àrea total de 938,5 km².
Les principals activitats econòmiques són: la indústria de roba íntima (és coneguda com la capital brasilera del vestuari íntim), la ceràmica, la creació de cabras, indústries tèxtils i de metal·lúrgia, i el turisme. La ciutat és també la segona major productora de flors de Brasil (solament perd per a la ciutat d'Holambra, en l'estat de São Paulo).